# 年忌
年忌（ねんき）は、祥月命日、また、その日に営まれる仏事のこと。日本の仏教において、定められた年に故人に対して営まれる法要を、年忌法要（年回法要）という。追善供養のために営まれる。
浄土真宗では追善供養とはいわず、仏法にふれる機縁の法要としている。

## 概要
中陰法要（忌明け）後、命日から100日目に「百ヶ日」の法要が行われるが、この「百ヶ日」と「一周忌」、「三回忌」の3つの法要は、中国の魂魄概念による祭祀の影響によって付加されたものである。これは、亡者が「初七日」 - 「七七日（四十九日）」と「百ヶ日」を含めた8つの忌日と、「一周忌」、「三回忌」の2つの年忌の、合計10度の時点で、冥界の十人の王に審判を受けるという「十王信仰」に基づいている。その審判の時に、遺族による追善供養による功徳で、亡者の審判に資することを期すのが、忌日と年忌の法要の目的である。三と七の数字は道家の三魂七魄に基づいているように、この十王信仰は本来は仏教のものでなく、中国で生まれた信仰だったが、宗教混淆の中で中国仏教が採り入れたため、道教と中国仏教とが十王信仰を共有することとなった。
「七回忌」以降の法要は、日本で独自に付加されたものである。十二支が1巡する事に基づく「十三回忌」と2巡した「二十五回忌」や、三と七を重視した七回忌・十七回忌・二十三回忌・二十七回忌・三十三回忌・三十七回忌・四十三回忌・四十七回忌や、五十回忌（以後50年ごとに百回忌、百五十回忌…と続く）を行うことも始まった。五十回忌からは遠忌（おんき）というが、特に、宗祖や中興の祖、その寺の開山などの僧などの五十回忌以降の年忌を遠忌と呼ぶことが多い。また民間信仰では、三十三回忌を弔い上げあるいは問切りと称し、死者がホトケ（仏陀の意味でなく死者への敬称）から「神様」となる、または「ご先祖様」に仲間入りする等と考えられており、年忌供養は三十三回忌をもって終了とされていることが多い。
また日本では11世紀以降に上述の十王信仰が広まったが、鎌倉時代になると十王の各王を垂迹と見てそれぞれの王に本地となる仏菩薩を擬定するようになった（従って中国仏教の十王信仰には本地仏はない）。その後、江戸時代になると旧来の十王信仰に「七回忌」「十三回忌」「三十三回忌」の分として新たに三王とその本地三仏が加えられ「十三仏信仰」が生まれた（十三仏信仰とは、十三回のそれぞれの法要の時にその仏菩薩を本尊として法要を行うというものである）。

## 宗派や地域の差異
宗派、地域によって異なるものもある。特に二十三回忌以降は宗派、地域による差が大きい。二十五回忌を行い二十三回忌と二十七回忌を行わない場合や、その逆に二十五回忌のみを行わない場合、五十回忌まで行う場合は三十三回忌と三十七回忌は行わない場合などがある。

### 神道
神道の神葬祭では回忌ではなく年祭（または式年祭）といい、一年祭、三年祭、五年祭、十年祭と続き、以降5年毎に行う。ただし年の数え方は異なり、一年祭だけは仏教の一周忌にあたるが、それ以降は例えば仏教の三回忌と神道の三年祭では1年のずれがあるので注意が必要である。特別な功績を残した人物を例外として、通常の死者の場合「五十年祭」をもって祭り上げとするのが一般的である。また特定の年祭（十年祭、三十年祭等）ではない平年（例年）の祥月命日の祭儀は「正辰祭」（しょうしんさい）という。年祭と正辰祭を総称して「御霊祭」というが、正確には年祭も広義の正辰祭の一種である。

### その他の宗教
一部の新宗教は、三十三回忌・五十回忌をめどに「祖先神」に一体化するという教義をもつ。

## 年忌法要一覧
故人の祥月命日のうち、定められた年に行われる法要が年忌法要である。宗旨、地域によっても異なるが、一般に下記の法要が行われる。また、祥月命日に行うのが最善であるが、当日に都合がつかない場合は、その日より前の日に行うのが一般的である。三回忌以降は数え年の数え方であるので実際の経過年数と一致しない。
- 百ヶ日：没日の99日後。卒哭忌（そっこくき）。
- 一周忌：没年の翌年の祥月命日（以下、祥月命日は省略する）。一般に、この日までが「喪中」とされる。服忌令という法令に基づいて、13か月とする場合もある。
- 三回忌：没年の2年後。最近では三回忌まで親類を呼ぶ場合が多い。
- 七回忌：没年の6年後。
- 十三回忌：没年の12年後。
- 十七回忌：没年の16年後。
- 二十三回忌：没年の22年後。
- 二十五回忌：没年の24年後。
- 二十七回忌：没年の26年後。
- 三十三回忌：没年の32年後。かつては三十三回忌まで親類を呼ぶ場合が多かった。
- 三十七回忌：没年の36年後。
- 四十三回忌：没年の42年後。
- 四十七回忌：没年の46年後。
- 五十回（遠）忌：没年の49年後。以降50年毎に、百回遠忌（没年の99年後）、百五十回遠忌（没年の149年後）…となる

三十三回忌または五十回忌の「弔い上げ」の際、寺への寄進や永代供養を行う場合が多い。